# AFK Union Žižkov
AFK Union Žižkov é um clube de futebol da República Tcheca.foi fundado em 1907 na então cidade de Žižkov, hoje um distrito de Praga.

## Nomes anteriores
- AFK Union Žižkov (1907–?)
- ASK Union Žižkov (?–1948)
- Sokol Union Žižkov (1948–1950)
- Sokol Žižkov B (1950–1952)
- ZSJ Pošta Žižkov (1952–1953)
- TJ Dynamo Žižkov Spoje (1953–?)
- TJ Spoje Žižkov
- TJ Union Žižkov
- AFK Union Žižkov